# Ichneumon chaseae
Ichneumon chaseae is een vliesvleugelig insect (orde Hymenoptera) uit de familie van de gewone sluipwespen (Ichneumonidae). De wetenschappelijke naam van de soort werd in 2016 gepubliceerd door Rebecca Kittel als nomen novum voor Ichneumon cavator Villers, 1789, een naam die in 1776 door Otto Friedrich Müller al was vergeven aan een andere sluipwesp uit hetzelfde geslacht. De soort is vernoemd naar Mary Agnes Chase (1869–1963), een Amerikaans biologe.